# Patrick Schrooten
Patrick Schrooten (* 9. Juli 1962 in Hasselt) ist ein ehemaliger belgischer Fußballspieler.
Der Mittelfeldspieler begann seine Karriere beim Drittligisten Hoeselt VV. 1984 wechselte er zu KFC Verbroedering Geel, mit dem er 1985 in die Zweite Division aufstieg. 1986 ging er zum Ligakonkurrenten FC Assent und 1987 zum Erstligisten Royal Antwerpen. Gleich in der ersten Saison wurde er mit Antwerpen Dritter und qualifizierte sich für den UEFA-Pokal 1988/89. Dort schied der Klub aber schon in der ersten Runde gegen den 1. FC Köln aus. Im UEFA-Pokal 1989/90 erreichte Antwerpen nach Siegen u. a. gegen Dundee United und den VfB Stuttgart das Viertelfinale, wo man wieder dem 1. FC Köln unterlag. Beim Rückspiel wurde Schrooten aber positiv auf Ephedrin getestet und wegen Dopings für ein Jahr gesperrt. 1992 gewann Royal Antwerpen den Belgischen Pokal und im Anschluss gelang der größte internationale Erfolg der Vereinsgeschichte als im Europapokal der Pokalsieger 1992/93 das Finale erreicht wurde, das dann jedoch der FC Parma gewann. Allerdings gehörte Schrooten nicht mehr zum Aufgebot. 1994 ging er zum Provinzial Berkenbos VV.